# Clay Center (Kansas)
Pour les articles homonymes, voir Clay Center.
La ville de Clay Center est le siège du comté de Clay, situé dans l’État du Kansas, aux États-Unis. Sa population s’élevait à 4 334 habitants lors du recensement de 2010, estimée à 3 989 habitants en 2018.

## Personnalités liées à la commune
Naissance à Clay Center
- J.A. Howe (1889-1962), réalisateur et scénariste américain ;
- Orchid I. Jordan (1910-1995), femme politique américaine ;
- Alwyn Howard Gentry (1945-1993), botaniste américain ;
- Nicole Ohlde (1982- ), joueuse de basket-ball américaine.

## Source
- (en) Cet article est partiellement ou en totalité issu de l’article de Wikipédia en anglais intitulé « Clay Center, Kansas » (voir la liste des auteurs).

1. ↑  (en) « Population and Housing Unit Estimates » (consulté le 12 octobre 2019)
2. ↑  (en) Bureau du recensement des États-Unis, « Census of Population and Housing » [archive du 26 avril 2015] (consulté le 14 février 2014)
3. ↑  (en) « Annual Estimates of the Resident Population: April 1, 2010 to July 1, 2012 » [archive du 19 octobre 2013] (consulté le 14 février 2014)